# Zeferino Brasil
Zeferino Antônio de Souza Brasil (Taquari, 26 de abril de 1870 — Porto Alegre, 2 de outubro de 1942) foi um poeta, escritor, jornalista, cronista e crítico brasileiro.

## Biografia
Nasceu na zona rural de Taquari e com nove anos sua família se mudou para Porto Alegre, começando a trabalhar muito cedo. Em 1889 foi aprovado em concurso público e nomeado oficial do Tesouro do Estado. Um ano depois conheceu Celina, irmã do intelectual Mário Totta, casando-se em 1891. Permaneceu no serviço público até aposentar-se, mas nas horas vagas dedicava-se intensamente à literatura.
Escrevendo desde a adolescência, publicou em 1891 seu primeiro livro, Alegros e Surdinas, uma coletânea de poemas. Depois viriam mais oito volumes de poesia, dois romances e um volume de crônicas, além de uma prolífica contribuição à imprensa. Colaborou em vários jornais, incluindo o Jornal do Comércio, Correio do Povo, Última Hora e Gazeta do Comércio, e em vários periódicos literários, como a Revista do Grêmio Literário José de Alencar, O Mecenas, e Letras e Artes. Na imprensa publicou crônica, conto, crítica literária, poesia e comentário político, usando uma grande quantidade de pseudônimos, entre eles Nilo Castanheira, João Simplício, Lúcifer, Til, João da Ega, Eça de Oliveira, Brás Patife Júnior, José dos Cantinhos, Zezinho, Tic Tac, Diabo Coxo, Celmo Délio, Vasco de Montarroyos, Phoebus de Montalvão, Luiz Denis e outros, mas também escrevia sob seu nome verdadeiro. Foi um dos fundadores da Sociedade Literária Apeles Porto Alegre, que funcionou até 1891 no Colégio Rio-Grandense;  membro da Sociedade Ensaios Literários e um dos fundadores da sua revista; participou da Sociedade Literária Castro Alves.
Foi um dos fundadores da Academia Rio-Grandense de Letras (ARL) em 1901, membro da primeira diretoria como secretário e um dos responsáveis pela elaboração dos estatutos e do regimento interno, e desempenhou um papel central na vida desta entidade. Contudo, no fim da década a ARL entrara em um recesso. Em 1910, junto com outros literatos empenhados na preservação de uma vida acadêmica na cidade, fundou a Academia de Letras do Rio Grande do Sul (ALRS), que também paralisou suas atividades a partir de 1924. Em 1932 participou da fundação do Instituto Rio-Grandense de Letras, que seria extinto logo em 1934, mas cujo patrimônio foi a base para a reconstituição da ARL, onde Zeferino novamente ocupou uma cadeira até falecer em 3 de outubro de 1942. Foi um dos mais fortes proponentes da fusão da ARL com a ALRS, e embora não tenha testemunhado sua efetivação, ela ocorreu um ano depois de sua morte.

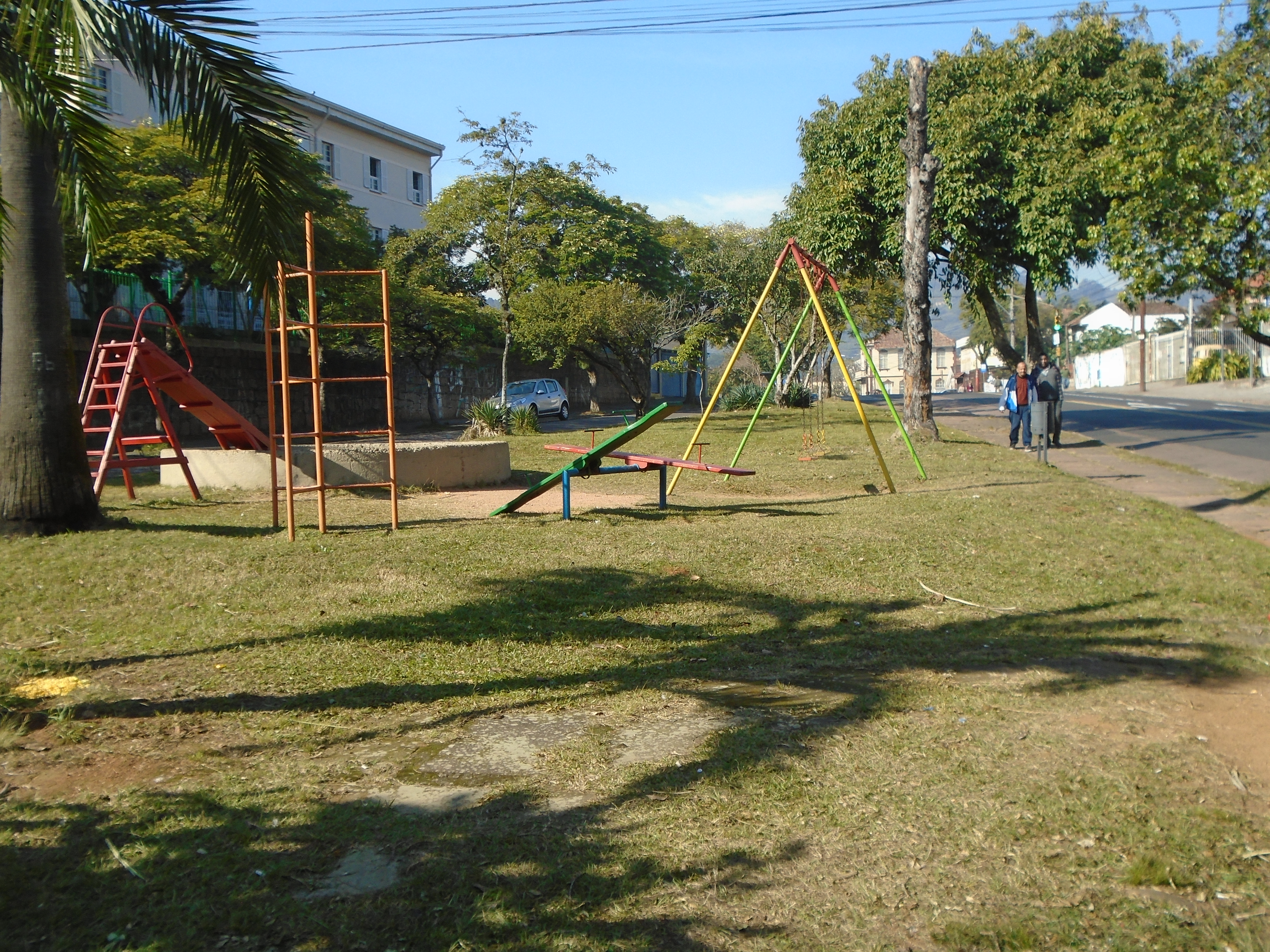
Praça Zeferino Brasil em Porto Alegre

Seu desaparecimento causou grande consternação nos meios intelectuais do estado, sendo amplamente divulgado e recebendo obituários em vários jornais, todos invariavelmente elogiosos, sendo reiterada sua importância para as letras gaúchas e em particular para a ARL, cuja existência e atividades muito deveram a ele. Jornais do centro do Brasil também noticiaram seu passamento, foi erguido um busto em Taquari, seus admiradores promoveram uma cerimônia solene no Theatro São Pedro, e a Academia Brasileira de Letras manifestou seu pesar e realizou uma sessão em sua homenagem, louvando-o como "ilustre e admirado poeta, escritor e jornalista, consagrado em todos os círculos literários do país".
Seu nome batiza um parque em Taquari, a biblioteca do Sport Club Internacional, e ruas em Porto Alegre, Esteio, Rio de Janeiro e São Paulo. Seu arquivo pessoal está dividido entre o Espaço Delfos de Documentação e Memória Cultural da PUCRS e a Fundação de Educação e Cultura do Internacional.

## Obra

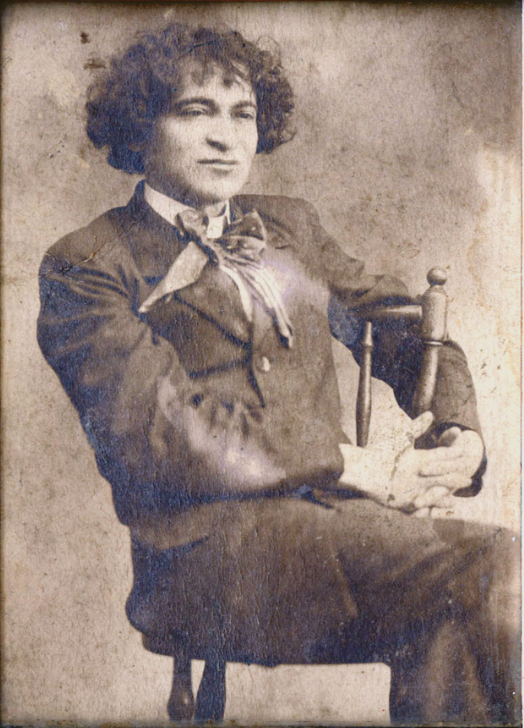
Zeferino Brasil quando jovem

Com uma produção que transita por diferentes gêneros literários, é mais importante como poeta. Incorporando influências parnasianas, românticas, naturalistas e simbolistas, sua obra foi muito popular em seu tempo, chegando a receber o título de "o príncipe dos poetas gaúchos". Sua temática é variada, passando pelo lirismo amoroso, pelo comentário do cotidiano, pelo regionalismo, pela crítica dos costumes, pela política e humor. O crítico Olinto Sanmartin era um entusiasta da sua obra, considerando-o "o nosso maior poeta lírico. [...] Poeta que se tornou uma imagem destacada, inconfundível, que punha toda a grandeza  da sua sentimentalidade nos versos que  escrevia. Editou oito livros exclusivamente de versos, de poesia pura, cromáticos, com muita expressão  humana". Heitor Saldanha refere que foi "considerado pela crítica o maior poeta parnasiano do Rio Grande do Sul".
Para Guilhermino César seu romance Juca, o letrado é a última expressão de uma linhagem de escritores que "defenderam nesta região do Brasil a trincheira do romance experimental" à maneira de Zola, e que "superou, aliás, os seus antecessores no concernente à 'escritura artística' ao gosto de Huysmans, dos irmãos Goncourt, do nosso Raul Pompéia e de Eça de Queirós".
Em várias de suas obras a vida boêmia e seus típicos excessos de álcool e ópio são tematizados, como no romance Meio e no longo poema Visão do ópio, sendo nítida a marca do decadentismo, com uma temática mórbida, melancólica e desesperada e alusões à obra de Baudelaire e Edgar Allan Poe, expressando, segundo Cássia Macedo da Silveira, "a concepção que se tinha daqueles que escreviam poemas, na boêmia do fin-de-siècle, como um doente, um louco, o homem de gênio e o homem anormal estando separados por uma linha tênue". Esta linha de abordagem foi uma referência para toda uma nova geração de escritores.
Augusto de Carvalho o chamou de "romancista de vastos recursos, prosador imaginoso e ágil, lidador da imprensa diária, humorista fino e mordaz, orador elegante e fluente, tudo isto Zeferino Brasil conseguiu ser! O poeta, porém, constituía o feitio integral daquele espírito cheio de harmonias e de doçuras infindas!"  "Nenhum artista teve tão larga e prestigiosa projeção na vida intelectual do seu tempo". Popular enquanto viveu e por algum tempo depois de morto, hoje sua obra está bastante esquecida.
Como crítico literário, na opinião de Carlos Baumgarten, ele "é o mais claro e evidente exemplo do impressionismo crítico característico da maior parte dos textos que povoam, a esse tempo, as páginas dos jornais da capital gaúcha. [...] O autor mostra-se mais preocupado em revelar as sensações e impressões determinadas pela leitura do texto do que submetê-lo a uma análise propriamente dita".

### Publicações
- Alegros e Surdinas, 1891
- Traços Cor de Rosa, 1892
- Comédia da Vida, 1896
- O Sul na Ponta, 1897
- Juca, o Letrado , 1900
- Na Vida e na Morte, 1901
- Ester, 1902
- Vovó Musa, 1903
- Amores de Velho, 1903
- O Outro, 1904
- Visão do Ópio, 1906
- Na Torre de Marfim, 1910
- O Beijo, 1922
- Meio, 1922
- Teias de Luar, 1924
- Boêmia da Pena, 1932
- Alma Gaúcha, 1935

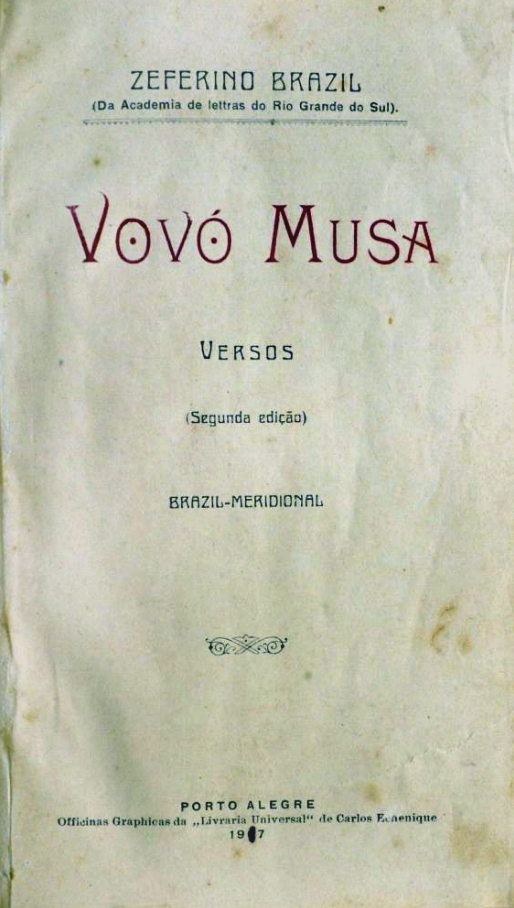
Capa de Vovó Musa, uma de suas obras mais importantes

- Hino ao Padre Joâo Cacique de Barros
- O Carneiro